# Грин, Морис (композитор)
Морис Грин (англ. Maurice Greene; 12 августа 1696 — 1 декабря 1755) — английский композитор и органист.

## Биография
Родился в Лондоне в семье городского священника, в детстве стал певчим собора Св. Павла, где учился под руководством Джеремайи Кларка и Чарльза Кинга, а впоследствии и Ричарда Бринда, органиста собора с 1707 до 1718 года, которого после смерти последнего в 1718 году он заменил.
Девять лет спустя Грин стал органистом и композитором в Королевской часовне после смерти Уильяма Крофта. В 1730 году он был избран главой кафедры музыки в Кембриджском университете, сменив на этом посту Томаса Тадуэй, и получил степень доктора музыки.
Более всего Грин известен как автор англиканской духовной музыки, хотя он также написал несколько пасторальных опер, постановок для театра масок, гимнов, посвящений монархам и так далее. Вместе со скрипачом Майклом Кристианом Фестингом (1727—1752) и другими создал Общество Музыкантов для поддержки бедных музыкантов и их семей.